# روژه رابینیو
روژه رابینیو (به فرانسوی: Roger Rabiniaux) نویسنده و شاعر قرن بیستم میلادی اهل فرانسه بود.